# Blanca de Monterrei
Blanca de Monterrei es una variedad de vid para hacer vino, de bayas blancas. Es una planta resistente a las enfermedades. Los racimos son de tamaño muy grande y compactos. Las bayas son de tamaño grande, forma redonda y color amarillo-verdoso. Se usa junto con otras variedades para mezclas. Produce vinos con aromas frutales a manzana. Según la Orden APA/1819/2007, de 13 de junio (BOE del día 21), se trata de una variedad de vid destinada a la producción de vino recomendada en Galicia. Se cultiva en la Denominación de Origen Monterrei. También puede verse escrito como Blanca de Monterrey y Monstruosa.
- Datos: Q5729860